# Bad Vöslau
Bad Vöslau – miasto uzdrowiskowe w Austrii, w kraju związkowym Dolna Austria, w powiecie Baden, na południe od Wiednia. Według Austriackiego Urzędu Statystycznego liczyło 11 368 mieszkańców (1 stycznia 2014).
W mieście rozwinął się przemysł winiarski.

## Współpraca
Miejscowość partnerska:
- Neu-Isenburg, Niemcy